# Sweetwater River (flod i Wyoming)

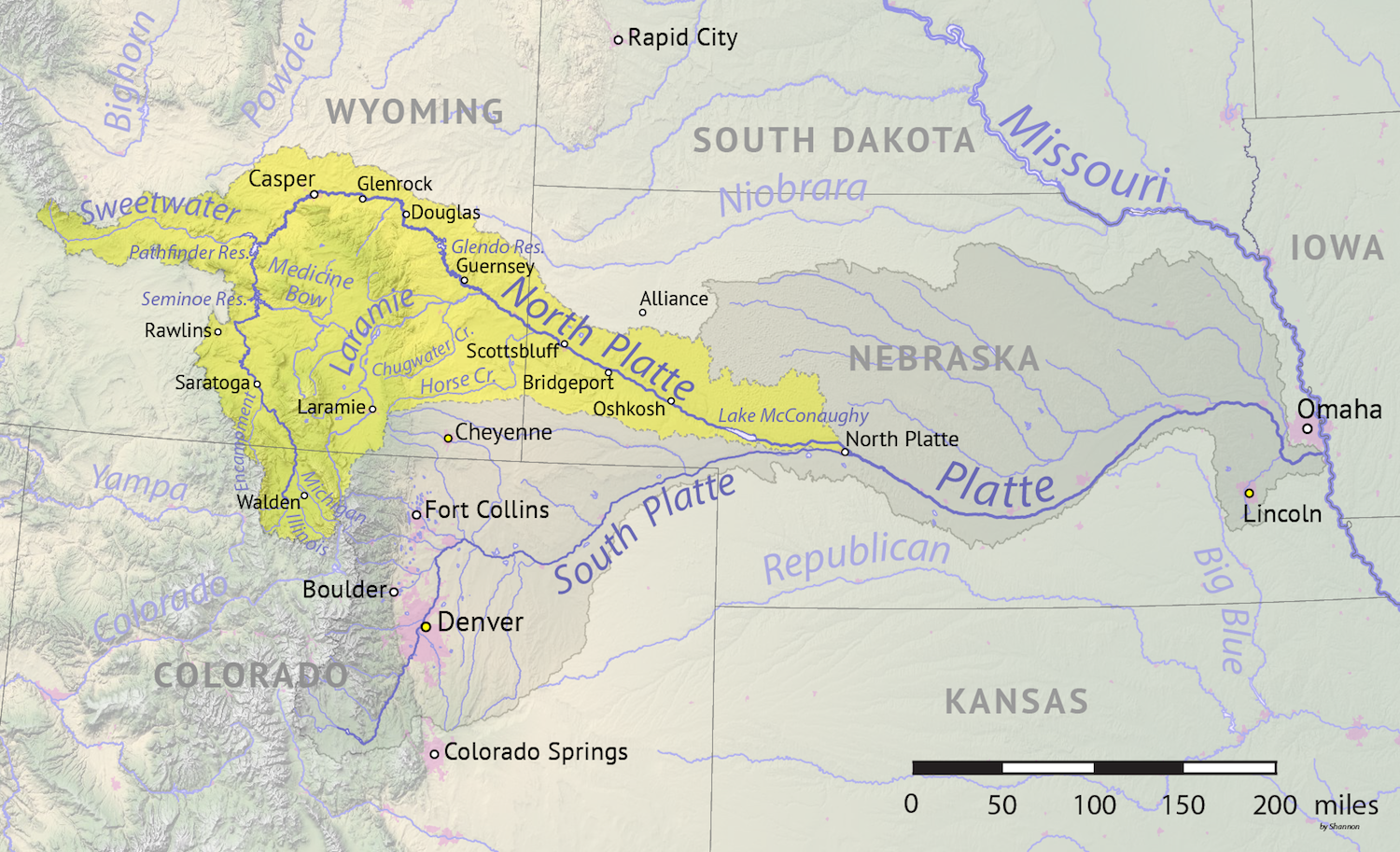
North Platte River och bifloder, med Sweetwater River längst västerut.

För floden i Kalifornien, se Sweetwater River (flod i Kalifornien).
Sweetwater River är en 383 kilometer lång flod i den amerikanska delstaten Wyoming. Den utgör en biflod till North Platte River och tillhör därigenom även Platte Rivers, Missouriflodens och Mississippiflodens avrinningsområden.
Floden har sin källa i sydvästra Fremont County vid den nordamerikanska vattendelaren, i närheten av South Pass vid södra änden av Wind River Range i Klippiga bergen. Floden rinner åt nordost på norra sidan av Antelope Hills och sedan åt sydost förbi Jeffrey City. Härifrån fortsätter den mellan Granite Mountains i norr och Green Mountains i söder genom boskapsbetesmarker. I södra delen av Natrona County passerar Sweetwater River Devil's Gate och Independence Rock. Den förenas med North Platte River i Pathfinderreservoaren.
Sweetwater River utgjorde under mitten av 1800-talet del av de stora nybyggarlederna västerut, Oregon Trail och California Trail. Lederna följde floden från North Platte River och upp över krönet av Klippiga bergen genom South Pass. Lederna förlorade sin betydelse efter att transamerikanska järnvägen färdigställts längs en annan sydligare rutt 1869.